# Игровой автомат (азартные игры)

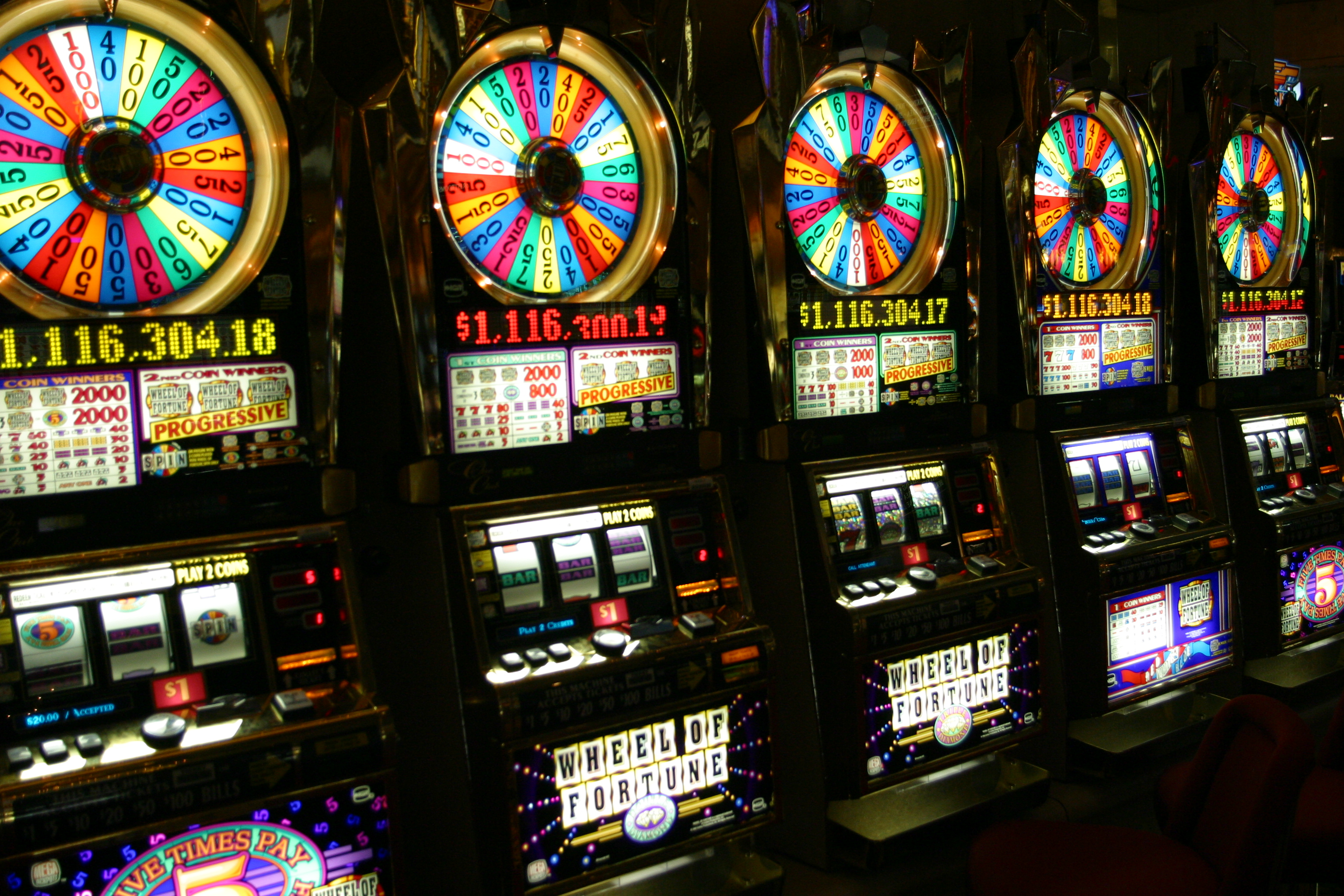
Игровые автоматы в Лас-Вегасе

Игрово́й автома́т — игровое оборудование, используемое для проведения азартных игр с материальным выигрышем, который определяется случайным образом устройством, находящимся внутри корпуса такого игрового оборудования, без участия организатора азартных игр или его работников.

## История
Первый прототип игрового автомата, выдающего выигрыш реальными деньгами, изобретён в 1894 году в США, изобретателем считается Чарльз Фей. В 1898 году он создает знаменитый Liberty Bell. Механический игровой автомат имел 3 барабана, на которых были нанесены 5 символов. Чудо техники работало на пятицентовых монетах, а максимальный выигрыш составлял всего 50 центов. С этого времени уровень доступности игры увеличивается, что тут же сказывается на увеличении количества игроков по всему миру. Однако, вопреки ожиданиям изобретателя, автомат завоевал скорее дурную славу, и позже из-за низкой отдачи и наличия рычага такие автоматы стали называть однорукими бандитами.
Ситман и Питт из Бруклина, Нью-Йорк, в 1891 году разработали игровой автомат, который был предшественником современного игрового автомата. Он содержал пять барабанов, содержащих в общей сложности 50 карт, основанных на покере. Эта машина оказалась чрезвычайно популярной.
После появления автоматов Фея их быстро скопировал предприниматель Герберт Стивен Миллс.

## Принцип работы игровых автоматов
Первые игровые автоматы были чисто механическими. Игрок дёргал за ручку и через цепочку совмещённых валов и шестерёнок импульс передавался барабанам. Многие пользователи таких автоматов пытались найти оптимальную силу нажатия на рычаг, что позволяла бы получить выигрышный результат. Другие, менее склонные к игре по правилам клиенты, пытались добиться нужных комбинаций при помощи мощных магнитов или длинных линеек, которые вводили в щели аппарата. Подобных мошенников зачастую ловили и сдавали в руки местной власти.
Современные игровые автоматы имеют мало общего со слот-машинами начала XX века. Хотя внешне они могут копировать основные элементы управления первых аппаратов, их результаты генерируются совершенно иным способом. За выигрыш или проигрыш в слотах отвечает электроника. Маленькая плата заменила громоздкие шестерни и валы. Игровое поле более не обладает движущимися частями и представляет собой экран, который показывает результаты работы генератора псевдослучайных чисел.

## Виды автоматов
Практика разделила игровые автоматы на следующие виды:

### Слот-машины

#### Механические слоты
Как таковые, просуществовали в России до 2005 года, до принятия закона, регулирующего минимальный процент отдачи 90 %, после чего единичные модели были выведены из оборота. Однако, в некоторых залах остались заблокированные автоматы в качестве экспонатов.
Самые первые модели имели рычаг для запуска, более поздние модели запускались кнопкой (рычаг оставался в качестве традиции).
Преимущества:
- Лёгкость перенастройки — надо переклеить нужные символы и сделать таблицу выигрышей
- Более полный демонстрационный режим — способны (в отличие от видео) запускаться в режиме случайного и бесконечного вращения
- Кнопки/рычаг сделаны с сопротивлением, что ограничивает минимальный возраст игрока

Недостатки:
- Повышенная уязвимость, за счёт чего требуется устанавливать датчик ударов (при срабатывании блокирует механизмы)
- На некоторых аппаратах только половина ячеек содержат призовые символы, что вызывало сомнения у игроков
- Большой размер (из-за наличия хоппера — устройства для обработки монет/жетонов)

Электронные слот машины
Визуально очень похожи на механические слоты, но вся генерация игровых комбинаций происходит за счёт программного, а не механического генератора случайных чисел (ГСЧ). Современные модели зачастую даже не имеют в своём составе ГСЧ, а взаимодействуют с отдалённым сервером что позволяет получить ряд преимуществ:
- Возможность обновления игрового набора в любой момент времени без замены комплектующих автомата
- Высокий уровень безопасности от взлома в виду того что генерация выигрышей происходит за пределами игрового заведения и у игрока нету доступа к серверу

### Иные
Включают в себя имитаторы скачек, электронные рулетки и рулетки с реальным колесом и пневмовбросом шарика, автоматы смешанных конструкций, а также, в последнее время, получили широкое распространение онлайн игровые автоматы.
Есть ещё многолинейные игровые автоматы (англ. multi line slot machines) — это игры, в которых можно создать более тридцати выигрышных комбинаций на одной прокрутке. Принцип многолинейных игровых автоматов: сделайте ставку на несколько игровых линий, и запустите барабаны. Обычно самыми популярными играми считаются 5, 9, 15 и 25 полос. Выигрыш рассчитывается по таблице выплат.